# La Vendue-Mignot
La Vendue-Mignot település Franciaországban, Aube megyében. Lakosainak száma 242 fő (2022. január 1.). La Vendue-Mignot Les Bordes-Aumont, Cormost, Jeugny, Les Loges-Margueron, Maupas és Villy-le-Bois községekkel határos.

## Népesség
A település népessége az elmúlt években az alábbi módon változott:
| Lakosok száma | 125  | 183  | 243  | 232  | 243  | 247  | 250  | 245  | 244  | 242  |
|               | 1968 | 1982 | 1990 | 2006 | 2013 | 2015 | 2017 | 2019 | 2020 | 2022 |